# Jean-Baptiste-Jacques Raby
Jean-Baptiste-Jacques Raby, francoski general, * 1889, † 1943.